# WCT Finals 1988
Il WCT Finals 1988 è stato un torneo di tennis giocato sul sintetico indoor. È stata la 18ª edizione del torneo, che fa parte del Nabisco Grand Prix 1988. Il torneo si è giocato al Reunion Arena di Dallas negli Stati Uniti dal 28 marzo al 4 aprile 1988.

## Campioni

### Singolare maschile
Boris Becker ha battuto in finale  Stefan Edberg con il punteggio di 6–4, 1–6, 7–5, 6–2